# 楊干貞
楊干貞（？—？），一作杨干真，出身白蛮，和村（今云南省大理白族自治州宾川县）人，大义宁建立者，谥肃恭皇帝。
楊干貞先世为南诏权贵。据《南诏野史》称，其母弥录，容貌美丽，与南诏骠信（国君）隆舜私通，怀孕后，嫁给杨姓渔夫，生杨干贞和杨诏。
杨干贞成年后，出仕大长和，官至东川节度使、剑川节度使，操军政大权。
928年，杨干贞入朝杀死大长和皇帝郑隆亶，灭大长和国，杨干贞拥立清平侍中赵善政为骠信（国君），定国号为大天兴。次年，杨干贞废赵善政，灭大天兴国，自立为主，建立大义宁，改元兴圣。
楊干貞“在位贪暴特甚，中外咸怨”。930年，楊干貞即被其弟杨诏所篡，杨诏得位后，改元大明。
937年，通海节度使段思平率滇东三十七部起兵举事，杨诏兵败自杀，杨干贞弃城而逃。随后，段思平建立大理国，不久便赦免杨干贞，废其为僧人（一说走死或被诛）。在位八年，谥号肃恭皇帝。